# Agrias rubrimediana
Agrias rubrimediana är en fjärilsart som beskrevs av Anton Heinrich Fassl 1924. Agrias rubrimediana ingår i släktet Agrias och familjen praktfjärilar. Inga underarter finns listade i Catalogue of Life.